# 피에르 당부아즈

앙부아즈 가문의 문장

피에르 당부아즈(Pierre d'Amboise, 1408년 ~ 1473년 6월 28일)는 앙부아즈 가문 출신의 프랑스 귀족이다. 아쟁쿠르 전투에서 전사한 위그 7세 당부아즈와 잔 드 귀에낭(Jeanne de Guénand)의 아들이다.

## 작위와 직무
- 샤를 7세의 고문이자 시종.
- 투렌 감독관.
- 루이 11세의 로마 교황청 대사.
- 쇼몽, 메양, 사뇨느, 레 로셰트(Les Rochettes), 아니에르(Asnières), 생베랑, 뷔시, 프뢰이, 레 보르드게낭(Les Bordes-Guénand), 물랭, 샤랑통뒤셰르의 군주 등등.
- 그의 친척 루이 당부아즈와 함께 오를레앙 공성전 (1429년 1월)에서 잔 다르크 측에서 싸움,
- 그는 샤를 7세의 통치 하에서 프라그리 반란에 참여함.
- 그는 루이 11세 치하에서 공익 동맹에 참여했으며, 이에 대한 보복으로 그의 모든 재산을 몰수당하고 쇼몽에 있는 그의 성은 파괴됨.

## 혼인과 자녀

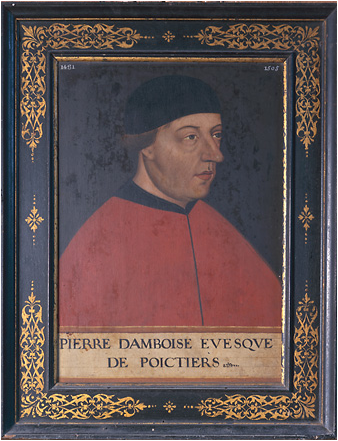
1501년에 피에르 당부아즈의 아들이자 푸아티에 주교인 피에르 (?–1505)의 초상화.

1428년 8월 23일 그는 장 4세 드 뷔에이유와 상세르(Sancerre) 여백작 마르그리트 도팬 도베르뉴(Marguerite Dauphine d'Auvergne)의 딸 안 드 뷔에이유(Anne de Bueil)와 혼인한다.
그들은 17명의 자녀를 두었으며, 다음과 같다:
- 샤를 1세 당부아즈 : 루이 11세의 총애를 받던 자
- 루이(Louis, 1433년–1503년) : 알비 주교
- 장 7세 당부아즈 : 랑그르(Langres) 주교이자 공작
- 자크 당부아즈
- 아들 (1440–1498) : 드 뷔시의 영주이며, 카트린 드 생블랑(Catherine de Saint-Belin)과 혼인하여 자식을 둠
- 조르주 당부아즈 (1460–1510) : 추기경이자 루이 11세 하의 육군 대신
- 위그(Hugues, ?–1515년) : 오비주(Aubijoux)의 영주이며, 마들렌 드 르슁(Madeleine de Lescun)과 혼인하여 자식을 둠
- 피에르(Pierre, ?–1505) : 푸아티에 주교
- 에메리(Emery, ?–1512) : 몰타 기사단 단장이며, 밀라노 원정 당시 프랑수아 1세의 총사령관
- 마리(Marie) : 장리(Genlis)의 영주 장 당제(ean de Hangest)와 혼인.
- 안(Anne) : 자크 드 샤즈롱(Jacques de Chazeron)과 혼인
- 루이즈(Louise, ?–1516) : 기욤 구피에 드 부아시(Guillaume Gouffier de Boissy)와 혼인
- 마들렌 당부아즈 (1461–1497) : 샤랑통(Charenton)과 생므노(Menoux) 수녀원장.
- 마르그리트(Marguerite, ?–1495) : 장 크레스팽(Jean Crespin)과 초혼을 한 후, 1457년 10월 11일 모르트메르(Mortemer) 남작 장 2세 로슈슈아르(Jean II de Rochechouart)와 혼인.
- 카트린(Catherine) : 남작 피에르 드 카스텔노캐뤼(Pierre de Castelnau-Caylus)와 혼인

피에르 당부아즈는 베리에 있는 메양 성에서 사망하였다. 그의 시신은 그가 부르주에 세운 클라라 수녀회의 수녀원에 안치됐다.

## 참고 자료
- Carré de Busserolle, "Dictionnaire géographique, historique et biographique de l'Indre et Loire" T.1, 1878, p. 35.
- 루이 모레리의 "Dictionnaire historique".
- 프랑수아 드 벨포레의 "Les grandes annales et histoire générale de France" T.2, 1579, p. 1125.
- P. Champion, "Louis XI" T.1, pp. 130–134.